# Vareilles (Yonne)
Vareilles foi uma comuna francesa na região administrativa de Borgonha-Franco-Condado, no departamento de Yonne. Estendia-se por uma área de 10,41 km². Em 2010 a comuna tinha 219 habitantes (densidade: 21 hab./km²).
Em 1 de janeiro de 2016, passou a formar parte da nova comuna de Les Vallées de la Vanne.